# Hörzu
Hörzu er et tysk tv-tidsskrift, som udkommer hver uge, og som udgives af Funke Mediengruppe. Det blev oprindelig udgivet af Axel Springer AG. Oplaget er 929.000 eksemplarer (2019).
Hörzu var fra starten et radiotidsskrift og udkom første gang den 11. december 1946 under navnet HÖR ZU! Die Rundfunkzeitung ("Hør her! Radioavisen"). Tidsskriftet blev hurtigt populært, og med tiden blev fokus flyttet fra radio til tv.
Siden 1965 har tidsskriftet uddelt den årlige mediepris Goldene Kamera.